# Клинцы
Клинцы́ — город в России, административный центр Клинцовского района и городского округа Клинцы Брянской области.
Население города — 63 059 человек, с пригородами — 70 385 человек (таким образом, он является вторым по численности населения городом Брянской области). Город является торговым и экономическим центром юго-запада Брянской области.

## Этимология
Основан в 1707 году как селение старообрядцев, переселившихся из Центральной России. Название по фамилии первопоселенца Василия Клинцова.

## География
Город расположен на реке Московке (Туросне Картавой), притоке реки Туросны бассейна Днепра, в 172 километрах на запад от Брянска и в 550 км к юго-западу от Москвы, примерно на одинаковом расстоянии (около 60 км) от государственной границы России с Белоруссией и Украиной. В 5 км от города проходит автодорога М13 Брянск — Новозыбков — граница Республики Беларусь.
Климат
Преобладает умеренно континентальный климат. Зимы длительные и умеренно холодные. Лето тёплое и короткое.
Среднегодовое количество осадков — 530 мм.

## История
Слобода Клинцы была основана в 1707 году крестьянами-старообрядцами и названа по фамилии первых поселенцев (Клинец) во множественном числе. В 1707 году старообрядцы основали здесь слободу Клинцы. Спустя семьдесят пять лет слобода стала посадом. В нем действовало несколько типографий, выпускающих литературу для старообрядцев. Благодаря этой деятельности Клинцы отличались высоким уровнем грамотности. Из переписной книги «Слобода Клинцы», составленной в 1729 году по указанию царского правительства известно, что «слобода поселена на речке Туросне в 1707 году» О существовании слободы Клинцова и других старообрядческих поселений на Стародубщине правительство не знало до вторжения в Малороссию шведских захватчиков. Жители слободы Клинцова, соседних слобод и посадов вели партизанскую войну со шведами. Пётр I высоко оценил их патриотические действия в борьбе с врагом и не только простил им побег из центральной России, но и закрепил за ними указом 1715 года земли, на которых они поселились. В 1782 Клинцы становятся посадом в составе Суражского уезда. В это же время здесь открывается несколько типографий, издававших преимущественно богослужебные старообрядческие книги. Развитие полиграфии способствовало высокой грамотности населения Клинцов. До 27 февраля 1802 года посад Клинцы входил в Малороссийскую губернию. С 27 февраля 1802 года посад Клинцы — в Черниговской губернии, Суражский уезд. В 1812 - 1814 года купцом Василием Афанасьевичем Лихомановым построена первая суконная фабрика С 1830-х годов в Клинцах продолжает развиваться текстильное производство, постепенно ставшее важнейшей отраслью промышленности нынешнего города. Клинцы, где к концу XIX века было сосредоточено более 90 % текстильной промышленности Черниговщины, называли «Манчестером Черниговской губернии». В 1862 году в посаде находилось 13 суконных, 10 чулочных фабрик, 5 кожевенных и 3 чугунно-литейных завода.  Клинцовские сукна неоднократно получали награды на Всероссийских и Международных выставках. В 1854 году в посаде открыто почтовое отделение с телеграфной связью, в 1882 году — общественный банк, а в 1887 году Клинцы были соединены железной дорогой с Москвой, Брянском, Гомелем, что имело огромное значение для дальнейшего развития посада. В 1900 году посад был электрифицирован (известно местонахождение только довоенной генераторной)
Клинцы в События 1917 года и Гражданскую войну
В 1918 году по Брестскому договору находился в Украинской народной республике, Черниговская губерния, Суражский уезд. 
14 апреля 1918 года Клинцы были оккупированы австро-германскими войсками.
С 26 апреля 1919 года (решение утверждено постановлением НКВД от 11 июля 1919 г.) - в составе Суражского уезда Гомельской губернии РСФСР. 
С 14 июля 1921 года Суражский уезд был переименован в Клинцовский уезд, в связи с перенесением уездного центра в Клинцы, на основании решения II съезда Советов, прошедшего 9-11 января 1919 г. в г. Сураж. Суражский уисполком прекратил свою работу, а Клинцовский УИК был создан. (Клинцовский ф. Р-1013, 1089 ед.хр., 1919-1929 гг. Суражский ф. Р-2079, 24 ед.хр., 1918-1922, 1928 гг.) 
В 1925 году получает статус города. 
С 14 января 1929 года город Клинцы входил в состав Западной области, где был центром Клинцовского округа и Клинцовского района. С 1936 года Клинцы - город областного подчинения. 
С 19 октября 1937 года город Клинцы входил в Орловскую область,
С 5 июля 1944 года находится в составе Брянской области. 
В предвоенные годы в городе было свыше 40 тысяч жителей. В предвоенном 1940 г. Клинцовские текстильщики произвели около 20% сукна выпускаемого в СССР. Машиностроители наладили производство ткацких станков, ранее закупаемых за границей.
20 августа 1941 года Клинцы были оккупированы немецко-фашистскими войсками. За 25 месяцев оккупационного режима расстреляно и замучено более 10 тысяч жителей города. 25 сентября 1943 года город был освобождён от немецко-фашистской оккупации 129, 169 и 217 стрелковыми дивизиями 63 Армии Брянского фронта. В годы Второй мировой войны войны 8 клинчан стали героями Советского Союза. Фашистская оккупация нанесла Клинцам огромный ущерб, но город, быстро встал на ноги. В 1948 году, к пятилетию со дня освобождения Клинцов от немецко-фашистских захватчиков, выпуск промышленной продукции достиг довоенного уровня. За пятидесятые годы всё разрушенное войной хозяйство было восстановлено. В 1986 году территория Клинцов и Клинцовского района сильно пострадала от радиоактивного загрязнения в результате произошедшей в тот год аварии на Чернобыльской АЭС. Распоряжением Правительства РФ от 28.03.2023 N 745-р <Об утверждении перечня населенных пунктов, находящихся в границах зон радиоактивного загрязнения вследствие катастрофы на Чернобыльской АЭС> город Клинцы отнесен к Зоне проживания с правом на отселение. На рубеже XX - XXI веков город вырос и в ширь и в высь. Появились новые микрорайоны, девятиэтажные дома, новые предприятия, школы, больницы.В 2007 году (год трёхсотлетия основания города) на предполагаемом месте зарождения слободы установлен памятник в виде колокола с изображением семьи основателя города.С 2016 года в Клинцах ведётся строительство военной базы.

## Население
| 1866    | 1897    | 1920    | 1926    | 1931    | 1939    | 1950    | 1959    | 1960    | 1967    | 1970    | 1973    |
| ------- | ------- | ------- | ------- | ------- | ------- | ------- | ------- | ------- | ------- | ------- | ------- |
| 7000    | ↗11 900 | ↗14 100 | ↗22 300 | ↗27 000 | ↗40 483 | ↘34 200 | ↗42 033 | ↗43 800 | ↗52 000 | ↗58 062 | ↗61 000 |
| 1976    | 1979    | 1982    | 1986    | 1987    | 1989    | 1992    | 1996    | 1998    | 2000    | 2001    | 2002    |
| ↗64 000 | ↗67 123 | ↗69 000 | ↗72 000 | →72 000 | ↘71 161 | ↗71 400 | ↘70 100 | ↘69 300 | ↘68 000 | ↘67 100 | ↗67 325 |
| 2003    | 2005    | 2006    | 2007    | 2008    | 2009    | 2010    | 2011    | 2012    | 2013    | 2014    | 2015    |
| ↘67 300 | ↘66 100 | ↘65 700 | ↘65 100 | ↘64 600 | ↘64 236 | ↘62 510 | ↘62 500 | ↘61 556 | ↘61 515 | ↗61 919 | ↘61 517 |
| 2016    | 2017    | 2018    | 2019    | 2020    | 2021    |         |         |         |         |         |         |
| ↗61 916 | ↗62 832 | ↗62 936 | ↗63 050 | ↘62 992 | ↗63 059 |         |         |         |         |         |         |

По данным Всероссийской переписи населения 2021 года, по численности населения город находился на 257-м месте из 1119 городов всей Российской Федерации.
62275 человек (2023).
Национальный состав
По итогам переписи населения 2021 года проживали следующие национальности (национальности менее 0,1 % и другое, см. в сноске к строке «Другие»):
| Национальность | Численность, чел. | Доля     |
| -------------- | ----------------- | -------- |
| Русские        | 51 537            | 81,73 %  |
| Украинцы       | 107               | 0,17 %   |
| Белорусы       | 104               | 0,16 %   |
| Армяне         | 75                | 0,12 %   |
| Башкиры        | 66                | 0,10 %   |
| Другие         | 11 170            | 17,72 %  |
| Итого          | 63 059            | 100,00 % |

## Экономика
В городе расположены Клинцовский автокрановый завод (входит в тройку крупнейших российских производителей автокранов, с 2008 года помимо автокранов выпускает гусеничные краны), Клинцовский завод поршневых колец, авторемонтный завод, швейная фабрика, трикотажная фабрика, комбинат строительных материалов, велозавод, завод «Метробетон», совместное предприятие мягкой игрушки «Рэббит», силикатный завод, консервный завод, обувная фабрика «Кливия», шпагатная фабрика (одна из трёх в России), ООО «Балтком Юни» (производство молочных продуктов питания). С 1937 года в городе действует Клинцовская ТЭЦ.
Градообразующими предприятиями современных Клинцов являются Клинцовский силикатный завод и Клинцовский автокрановый завод.

## Образование, культура и спорт
Учебные заведения: индустриально-педагогический колледж, 1 гимназия, 8 общеобразовательных школ.
В городе действует филиал областного краеведческого музея.
Местный футбольный клуб «Клинцы» выступает в чемпионате Брянской области.
Сборная команды города Клинцы по баскетболу является двукратным чемпионом Брянской области.
В городе существует две ДЮСШ («Луч» имени В. Фридзона и ДЮСШ имени В. И. Шкурного), а также художественная и музыкальная школы.
С 2019 по 2021 год в Клинцах проходил фестиваль восстановления исторической среды «Том Сойер Фест».
С 2019 года в городе действует литературное объединение «Люди весны».
С декабря 2020 года в Клинцах начал работу историко-исследовательский проект «Хроноскоп», целью которого стало изучение и популяризация истории города.

## Транспорт
В городе расположена одноимённая железнодорожная станция Московской железной дороги (на линии Брянск — Гомель).
С автовокзала города автобусы ходят в Москву, Гомель, Брянск, Орёл, Курск, Новозыбков, Смолевичи, Стародуб, Гордеевку, Красную Гору. Сураж.

## Радио
- 87,5 Клинцы FM
- 89,0 Радио Рекорд
- 104,5 Русское радио

Также в Клинцах можно принимать радиостанции, вещающие из соседней Унечи.

## Достопримечательности
- Здание бывшей ратуши (конец XVIII в.).
- Здание бывшей фабрики Д. С. Черкасского (Черкасова), позже мужская гимназия, позже городская дума (XIX в).
- Здание бывшей женской гимназии (начало XX в).
- Здание бывшей мужской гимназии (начало XX в).
- Здание бывшей школы имени Короленко (начало XX в., сейчас в нём военкомат).
- Храм Спаса Преображения (начало XIX в).
- Дом фабриканта Барышникова (конец XIX в).
- Дом фабриканта Сапожкова (начало XX в).
- Здание купеческого собрания (начало XX в).
- Торговые ряды (гастроном «Московский») (начало XX в).
- Здание бывшей церкви Николо-Пустынского монастыря (начало XX в).
- Дом Шмеленга (XIX в).
- Старые торговые ряды (начало XX в).
- Здание богадельни (начало XIX в).
- Здание Дома советов, по проекту архитектора А. З. Гринберга (1927 — нач. 1930-х).
- Церковь Николая Чудотворца (часовня Вознесенской церкви), нач. XX века.
- Церковь Петра и Павла, по проекту архитектора К. А. Тона (1848 г).
- Бывшее здание казначейства (XIX в).
- Дом Кайданова (XIX в).
- Дом нотариуса Чикилевского (начало XX в).
- Загородный дом «Вьюнки» фабриканта Сапожкова (начало XX в.) с парком (конец XIX в).
- Фонтан «Влюблённые».
- Дом на ул. Льва Толстого 1 (начало XX в.) первый объект фестиваля Том Сойер Фест — Клинцы Архивная копия от 8 мая 2020 на Wayback Machine

## Пенитенциарное учреждение
В настоящее время, в городе осуществляет свою деятельность исправительная колония № 6 УФСИН России по Брянской области. Разместилось учреждение по улице 2-я Парковая на въезде в посёлок Первое мая.
В 1961 году бывший директор кирпичного завода И. З. Урицкий был утверждён первым начальником колонии. Именно тогда кирпичный завод № 2 был передан в структуры МВД РСФСР. Колония № 6 была создана на базе предприятия. Уже через десять лет производственные мощности колонии стали выпускать 14 процентов кирпича, производимого всей Брянской областью. Также на территории изготавливалась мебель.
В настоящее время кирпичные печи не действуют, а в учреждение развивается деревообрабатывающее производство, выпускаются изделия из металлоконструкций.
Основные виды производственной деятельности: производство деревянной тары, выпуск мебели на металлокаркасе, изделия деревообработки, выпечка хлеба, швейное производство, лесопиление, производство остановочных павильонов.

## Города-побратимы
- Кюстендил, Болгария
- Демре, Турция[32]

## Известные уроженцы и люди
- Макеенко Владимир Владимирович (укр. Володимир Володимирович Макеєнко; род. 17 июля 1965) — украинский политик, бывший член Партии Регионов, бывший глава КГВА.
- Беляев Евгений Михайлович (11 сентября 1926 — 21 февраля 1994) — советский и российский певец, народный артист СССР, лауреат Государственной премии СССР.
- Евсеенко, Сергей Степанович (6 (18) октября 1850 — 24 апреля (7 мая) 1915) — российский учёный-ветеринар, основоположник военно-полевой ветеринарной хирургии России, магистр ветеринарных наук, прозаик, публицист, тайный советник (1913).
- Фридзон, Виталий Валерьевич (род. 14 октября 1985) — российский баскетболист. Заслуженный мастер спорта России[33].
- Гутин Александр Михайлович 1964 г.р. Абсолютный чемпион международной олимпиады по физике среди школьников 1981 года.
- Дымшиц Борис Моисеевич 1966 г.р. создатель и первый руководитель первого зарубежного филиала ФГУП Почта России. 2010 г